# Piel (indumentaria)
Las pieles son los cueros de los animales pilíferos, que son tratados en las curtiembres, para conservar el pelo natural, haciéndolos impermeables y resistentes.

## Animales
Las especies más utilizadas para la peletería son la vaca, oveja, cabra, caballo y camello. Otras especies significativas en la industria son nutria, visón, zorro, conejo, astracán, gato montés, ocelote, camello, guanaco, chinchilla, leopardo, focas, marta, marmota, lobo, lince, jaguar, castor, mapache, armiño, hurones y ardillas. Los animales pueden ser cazados para este fin o explotarse comercialmente criaderos.
Actualmente la República Popular China es el mayor comerciante de pieles en el mundo, tanto que ahora incluyen a perros y gatos domésticos además de especies en peligro de extinción. Organizaciones como PETA han realizado denuncias e investigaciones por medio de cámaras secretas para mostrar las condiciones de crueldad con que los animales son tratados, mantenidos en cautiverio y descuerados finalmente.

## Curtiembre

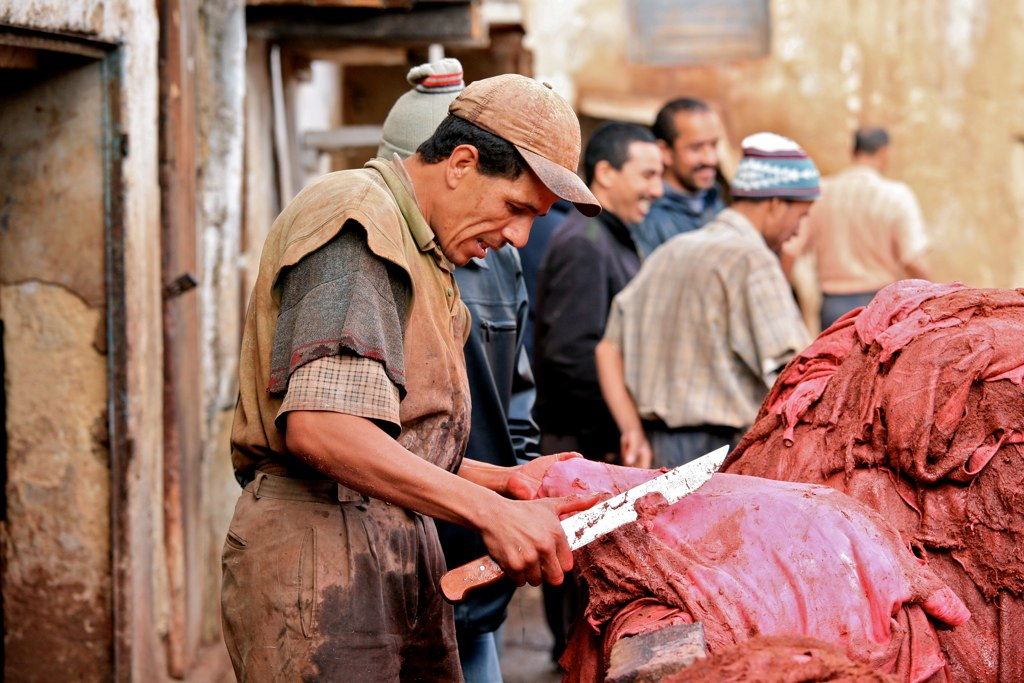
Trabajador de curtiembre removiendo el pelaje del cuero.

En las curtiembres se industrializan cueros de animales para ser utilizados por los hombres y mujeres en las vestimentas, accesorios, automóviles, viviendas, yates, aviones. Es considerado un artículo de lujo por su costo y exclusividad. En los países del noreste europeo se consideran artículos de uso necesario, principalmente los gorros, para combatir las bajas temperaturas del invierno. En algunas sociedades, la industria de las pieles se sigue considerando como artesanía tradicional, pudiendo utilizarse incluso en la industria turística, como souvenirs.

## Peleterías

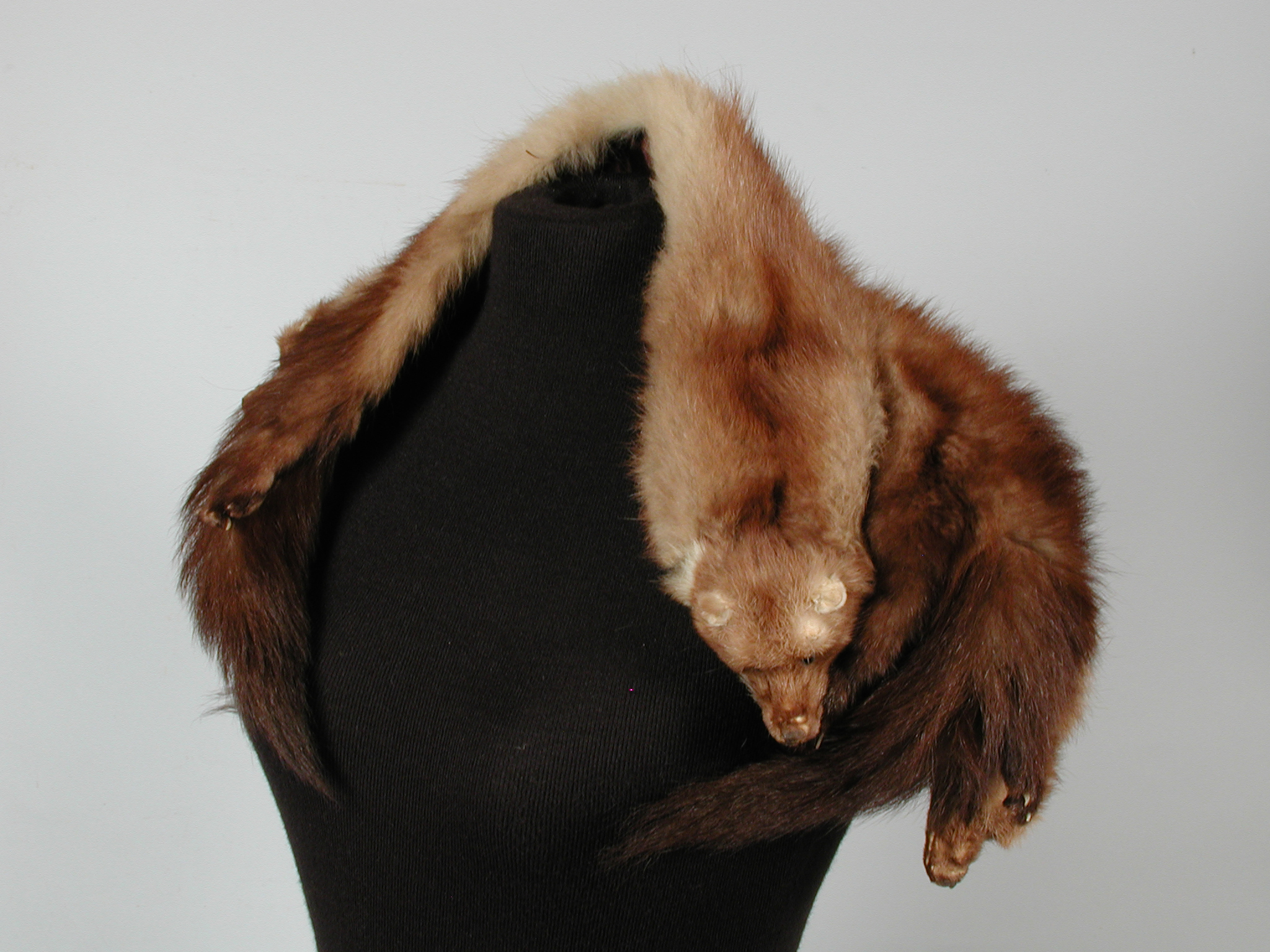
Estola hecha a partir de tres visones (c. 1900-1950).

En las peleterías se elaboran prendas que son denominadas como tapados, sacos, bacónes, estolas, mangas y forros de otras prendas de abrigo, principalmente destinadas al uso en las mujeres. En esta industria se determinan nombres como por ejemplo zorro gris, zorro colorado, zorro plateado, zorro fueguino, zorro de Alaska, zorro blanco, nutria depilada, nutria sin depilar, nutria peinada, nutria natural, zorro natural.

## Campaña en contra del uso de pieles de animales en indumentaria

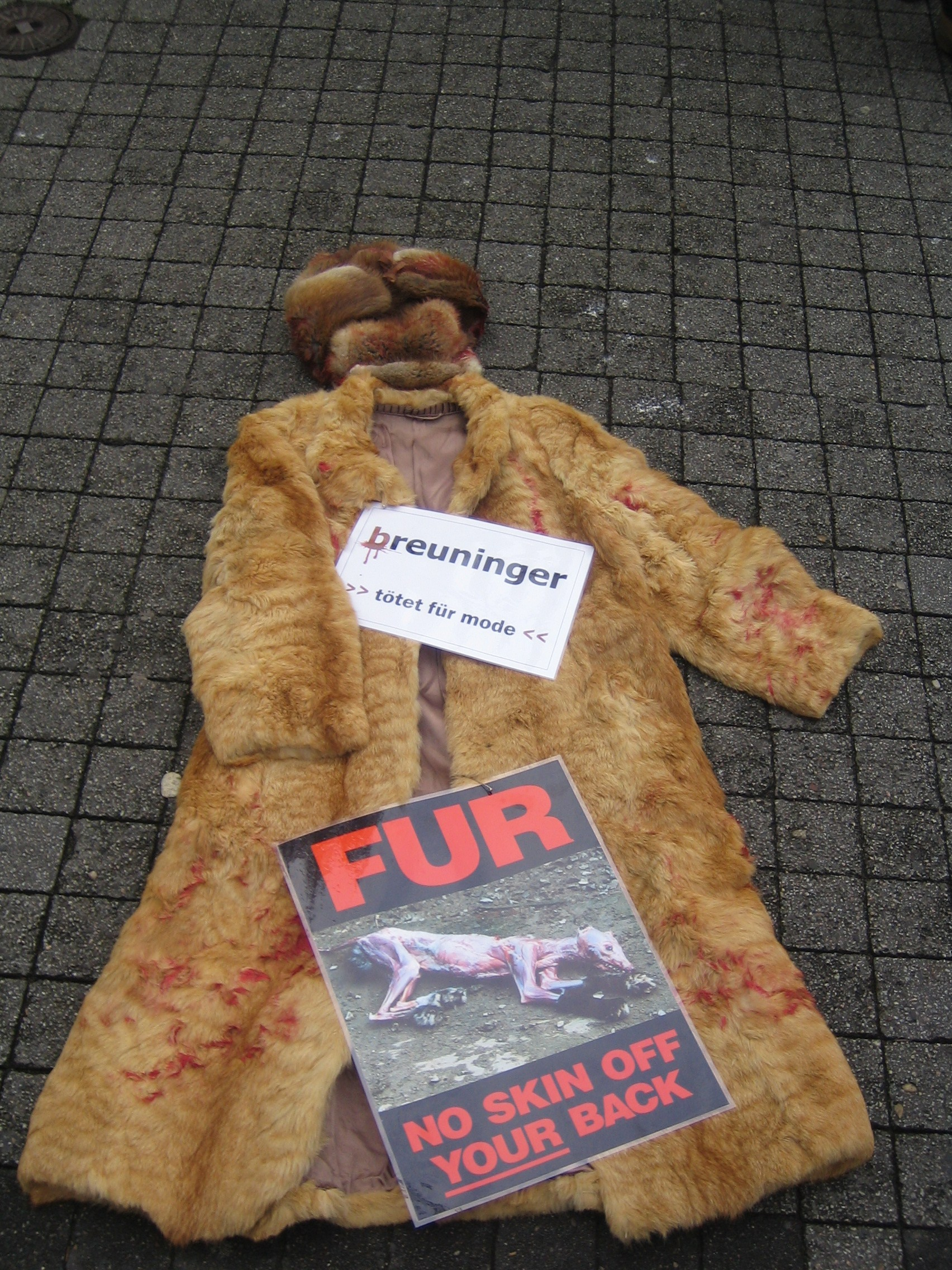
Un abrigo de piel manchado emulando sangre en protesta del uso de pieles para indumentaria.

La utilización de pieles de animal genera mucha controversia. ONGs como AnimaNaturalis, sustentada por PETA -otra ONG-, realiza campañas en contra de su uso.
Desde hace muchos años se vienen realizando campañas en contra de la utilización de abrigos de pieles. AnimaNaturalis es una ONG con sede en España que tiene el objeto de difundir y proteger los derechos de los animales, ha denunciado que por día se sacrifican unos 384 mil animales para peletería. ver enlace Archivado el 1 de diciembre de 2008 en Wayback Machine..  En Buenos Aires cincuenta personas se desnudaron y tiñeron sus cuerpos con sangre para imitar a los animales que son sacrificados para obtener sus pieles- 62k ver enlace
Otra Asociación de gran repercusión a nivel mundial es Igualdad Animal, la cual ha realizado estudios e investigaciones sobre la situación de los animales destinados a este fin.

## Focas
La caza de focas  tiene como objetivo el pelaje blanco de las crías, pelo que luego pierden en la adultez. Esto fue ampliamente discutido en Canadá, país que prohibió durante un tiempo su caza. Ello generó un desequilibro en el hábitat marino, con el aumento súbito de la población de estos animales que diezmaron a los atunes de la zona. Tras ello el país reestableció los cotos de caza y autorizó la matanza de entre 300 a 350 mil ejemplares por año.
Organizaciones ecologistas luchan por el cese de la caza de estos animales.